# 4702 Berounka
4702 Berounka este un asteroid din centura principală, descoperit pe 23 aprilie 1987 de Antonín Mrkos.